# Jelena Zrinski
Jelena Zrinska (Ozalj, 1643 — Nikodemija, Osmansko carstvo, 18. februar 1703) bila je hrvatska heroina iz dinastije Zrinski.

## Život
Jelena je rođena 1643, u Ozalju, kod oca Petra i majke Katarine. Bila je njihova najstarija ćerka, pored dve mlađe sestre i jednog brata. Bila je lepa, ambiciozna i školovana. Dana 1. marta 1666. udala se za Ferenca I Rakocija, i time se pridružila nezadovoljnom plemstvu, koje se suprotstavilo centralnim snagama bečkog dvora, a kasnije su ti sukobi stvorili rat. Jelena je kasnije s Ferencom dobila troje dece, među kojima je bio i Franjo II. Nakon smrti Ferenca I, 1682. udala se za Imriha Tokolija. Jelena je branila tvrđavu Palanok na Mukačevu. Početkom 1688. ova se tvrđava više nije mogla braniti, pa ju je Jelena prodala austrijskim trupama, i tako postala zatočenik. U tom zatočeništvu je bila sa svojom decom, sedam godina. Za to vreme njen suprug Imrih i dalje se borio u severoistočnoj Ugarskoj, protiv habzburške vojske. Godine 1695. Jelena je izašla iz pritvora i vratila se svome mužu. Pošto je 1699. došlo do sklapanja Karlovačkog mira, supružnici su morali otići u otomansko izgnanstvo. Svoje poslednje godine života Jelena je provela u oblasti Galata. Umrla je 18. februara 1703, u Nikodemiji.

## Godine nakon Jelene Zrinski
Jelena sa danas, najviše u Mađarskoj, smatra jednom od najvećih narodnih heroja i boraca za slobodu. Njen sin Franjo II nastavio je borbu za ugarsku nezavisnost, ali nije uspeo.
Ostaci Jelene Zrinske su 1906. prebačene u Košice, u Katedralu Svete Elizabete, gde je sahranjena, pored njenog sina Franja.